# Média-planneur
Le média-planneur élabore un plan média en vue de prévoir et de coordonner les différents passages d'une campagne publicitaire dans les grands médias traditionnels et le web. En fonction du public-cible, il détermine les stratégies optimales et les moins coûteuses afin d'atteindre au mieux les cibles de la campagne ou d'améliorer l'image médiatique d'un produit ou de l'entreprise. En relation permanente avec d'autres secteurs publicitaires (annonceurs, agences de vente d'espaces, etc.), il est véritablement le lien entre les annonceurs et la publicité. Cependant, le média-planneur se voit de plus en plus supplanté par l'informatique avec le développement du Big Data.

## Rôles du média-planneur
À ce titre, le média planner est chargé de :
- Élaborer, réfléchir, budgétiser et optimiser des plans médias
- Développer des relations commerciales avec les annonceurs et les agences média
- Évaluer la campagne publicitaire (moyens, impact, concrétisation)

En collaboration avec les autres services, il participe à :
- La recommandation des définitions stratégiques
- Élaborer, optimiser et amplifier une campagne stratégique
- Évaluation du coût[2]

## Missions
En s’appuyant sur des outils chiffrés (études de marché, bilans économiques, statistiques, probabilités) et sur sa créativité, le média planner, aussi appelé chargé d’études média, doit élaborer des plans média spécifiques. En se basant sur son expérience et son expertise des médias traditionnels et du web, sa mission cible le segment de la cible de consommateurs en fonction du positionnement. En fonction du budget qui lui est alloué et de son obligation de résultat, il doit justifier ses choix stratégiques sur le choix de médias et de leurs utilisations auprès de l'annonceur et de ses clients. Ainsi, il doit s'assurer que le média utilisé est bien le moyen optimal de rentabiliser l'investissement du client.
Chargé de la supervision du plan média, grâce à son expérience et son expertise, il se doit de trouver la meilleure combinaison des différents supports médias (télévision, radio, internet, affiches, etc.) pour, selon le lieu ou le moment, doit permettre d'atteindre au mieux le public-cible au moindre coût tout en minimisant les risques.
Ainsi, le média-planneur sait que pour lancer un produit et l'ancrer efficacement dans l'esprit du public, la télévision est le média qui offre le plus fort ROI (« return on investment »). C'est en quantifiant l'impact de la publicité sur les différents supports de diffusion que l'on parvient à mesurer l'atteinte de la cible.

## Domaine et périmètre d'intervention
Rattaché à la direction stratégique d’une agence de communication, le média-planneur se charge de diffuser la publicité sur les différents supports. En fonction des différents budgets alloués, il entre en relation avec les multiples équipes commerciales de son agence et aussi des annonceurs publicitaires. Cela dit, il doit veiller à ses relations de travail tout en s’exerçant également en dehors de l’agence, en compagnie des teams marketing et de communication de l’annonceur.
Le positionnement est le critère-clef de l'échec ou de la réussite du plan élaboré par le média-planneur. Il place tout d'abord sa campagne dans le contexte, puis élabore le plan média proprement dit. Enfin, il présente ce plan à l’annonceur du produit.
Le plan média validé, le média-planneur se charge de la négociation des passages de la campagne publicitaire sur les différents médias relatifs. Ainsi, on peut estimer que par le passé, un événement s'est révélé être choquant mais se rendre compte qu'il est venu accomplir dans le réel un rêve que le média-planneur s'était figuré. Néanmoins, sa mission ne s’arrête pas pour autant car après le lancement de la campagne.

## Formation

### Baccalauréat
Le métier permet aux étudiants de provenir d'horizons très variés. Toutefois, la maîtrise des chiffres et une formation supérieure dans les métiers de la communication sont vivement recommandées. Ainsi, on retrouvera principalement des bacs L, ES et S.

### Université et écoles
Il n'existait jusqu'alors pas de formation spécifiquement "média-planneur", cependant, l'IUT Michel de Montaigne de Bordeaux a ouvert une formation Licence Pro. "Métiers du Médiaplanning", agréée par le Ministère de l'Enseignement Supérieur à la rentrée 2010. Les médias-planneurs des années 1990 et 2000 le sont devenus principalement par opportunité et par choix personnel de s'orienter vers un nouveau métier. De nos jours, les recruteurs de média-planneur attendent principalement des masters de publicité, communication et marketing. Des masters pro d'économie, de gestion et de statistiques sont également très appréciés pour leur maîtrise des chiffres. Ils recrutent également (mais moins massivement) dans les instituts d'études politiques et les grandes écoles de commerce.